# Komunizm w Polsce
Komunizm w Polsce – historia polskiego ruchu komunistycznego datuje swój początek w latach 90. XIX wieku, kiedy to w polskim ruchu robotniczym doszło do rozłamu na dwa przeciwstawne nurty – nurt niepodległościowy i demokratyczny (reformistyczny) tworzyła PPS, a nurt internacjonalistyczny i marksistowski (rewolucyjny) reprezentowała SDKPiL.

## Ruch robotniczy pod zaborami
Pierwsze przejawy utopijnego socjalizmu polskiego dają się zauważyć przed powstaniem listopadowym i po roku 1831, gdy ubożsi emigranci zaczęli krytycznie oceniać kapitalistyczny ustrój gospodarczo-społeczny i szukali nowych dróg, które pozwoliłyby uchronić od niego Polskę. Powstała organizacja Lud Polski, która głosiła program antyfeudalny, domagała się, aby cała ziemia przeszła we wspólne użytkowanie chłopów, krytykowała też stosunki kapitalistyczne. Idee socjalistyczne przenikały do kraju.
Pierwsze odgłosy w Polsce na poglądy głoszone przez Marksa i Engelsa pochodzą już z 1842 roku. Wywołała wówczas zainteresowanie opublikowana anonimowo przez Engelsa broszurka krytykująca niemieckiego filozofa Schellinga. Ukazały się w polskich czasopismach warszawskich dwie recenzje, jedna z nich - pióra Dembowskiego. Wkrótce w piśmie poznańskim „Rok” znalazły się dwie recenzje książki również Engelsa Położenie klasy robotniczej w Anglii. Nieznany autor podaje nazwisko Engelsa i kilka informacji o nim.
W 1844 r. ksiądz Piotr Ściegienny próbował łączyć komunistyczne dążenia pierwotnego chrześcijaństwa ze sprawą wyzwolenia narodowego.
Najbardziej zbliżone do naukowego socjalizmu poglądy reprezentował organizator i przywódca powstania krakowskiego w 1846 r. Edward Dembowski. Dokonał on rewizji filozofii Georga Wilhelma Hegla, odrzucając jego idealizm. Propagował myśl materialistyczną, domagał się zniesienia nie tylko ucisku feudalnego, ale i wszelkich form wyzysku człowieka przez człowieka. Po upadku powstania styczniowego w 1864 r. na Zachód wyemigrowały nowe zastępy powstańców. Lewica zasiliła kierunek rewolucyjno-demokratyczny, wysunęła hasła rewolucji agrarnej i walki o niepodległość Polski. W obronie Komuny Paryskiej w 1871 r. uczestniczyły setki polskich emigrantów – demokratów i rewolucjonistów, byli wśród niech m.in. gen. Jarosław Dąbrowski, który stanął na czele jej siły zbrojnej i gen. Walery Wróblewski, dowodzący obroną na lewym brzegu Sekwany. Również od powstania I Międzynarodówki w 1864 r. socjaliści polscy zasiadali w jej władzach. Na wiecu założycielskim 28 września 1864 r. do Rady Centralnej (zwanej później Generalną) wybrano dwóch Polaków. Kolejnymi sekretarzami Międzynarodówki do spraw Polski byli Konstanty Bobczyński, Antoni Żabicki i Walery Wróblewski. Wśród wielu Polaków, którzy bezpośrednio lub pośrednio związani byli z I Międzynarodówką, wymienić należy m.in.: Konstantego Bobczyńskiego, Józefa Ćwierczakiewicza, Jarosława i Teofila Dąbrowskich, Włodzimierza Rożałowskiego, Józefa Rozwadowskiego, Walerego Wróblewskiego i Antoniego Żabickiego. Sekcja polska Międzynarodówki powstała już w 1865 r. Głównymi jej działaczami byli Ludwik Oborski, Jan Kryński, Konstanty Bobczyński, Antoni Żabicki. Z wysokości składek wynika, że było ich około trzydziestu. Po upadku Komuny Paryskiej 1871 r., gdy do Londynu napływać zaczęli polscy komunardzi, grupa polska zradykalizowała się i wzrosła liczebnie. Przetrwała ona do końca istnienia Międzynarodówki. Działalność ideowo-organizacyjna polskiej lewicy emigracyjnej i jej międzynarodowe kontakty przyczyniły się do rozwoju ruchu socjalistycznego w kraju.
Organizacje robotnicze na ziemiach polskich powstały najwcześniej na terenach zaboru pruskiego i austriackiego. Na Górnym Śląsku związki zawodowe spełniały jednocześnie rolę kas zapomogowych. W Poznaniu pierwsze stowarzyszenie robotnicze utworzono w 1872 r., w Galicji powstało w 1868 r. Stowarzyszenie Młodzieży Czeladniczej „Gwiazda”. W Królestwie pierwsze kółka socjalistyczne powstały w 1875 r. Wśród działaczy pierwszego pokolenia socjalistów polskich na czoło wysuwa się Ludwik Waryński, który w Warszawie rozpoczął organizowanie tajnych kas oporu; wiązało się z tym powstawanie kółek rewolucyjnych, zaznajamiających robotników z ideologią socjalistyczną. Wyższy szczebel stanowiło koło organizatorów, kierujące całością ruchu. Powołano specjalne sekcje-koła: propagandy wśród młodzieży i kobiet, środków materialnych, wydawniczo-literackie, kontaktów z więźniami politycznymi i inne. Prócz tego działały tzw. koła przygotowawcze, w których kształcono przyszłych członków organizacji.
We wrześniu 1878 r. ukazał się tzw. Program brukselski, opracowany w środowisku socjalistów warszawskich, stanowiący pierwszą próbę sformułowania założeń ideologii socjalistycznej w kraju. Dokument ten w sposób popularny przedstawił zarys podstawowych założeń Manifestu komunistycznego. Program postulował wspólną własność narzędzi i środków produkcji, wysuwał demokratyczny postulat równości społecznej obywateli, bez różnicy płci, rasy i narodowości. Druga jego część zawierała akces i poparcie dla międzynarodowego ruchu robotniczego. Dokument ten był pierwszą deklaracją socjalizmu polskiego, wyrosłą z rozwijającego się klasowego ruchu robotniczego. Utożsamiał się z ruchem politycznym powołanym do życia przez Karola Marksa i Fryderyka Engelsa.
Działalność kółek socjalistycznych w latach 1878–1879 została przerwana przez falę aresztowań. Represje władz spowodowały również emigrację socjalistów z Królestwa Polskiego. Ludwik Waryński zmuszony został do opuszczenia Warszawy. Wyjechał do Galicji, gdzie brał udział w organizowaniu pierwszych kółek socjalistycznych. W 1882 r. powstał Komitet Robotniczy organizującej się Międzynarodowej Socjalno-Rewolucyjnej Partii Proletariat. Program partii ukazał się 1 września 1882 r. Starano się w nim przystosować ogólne zasady marksizmu do warunków polskich.
W październiku 1879 r. w Genewie ukazała się „Równość”, pierwsze polskie pismo socjalistyczne. Wydawali je do marca 1881 r. Kazimierz Dłuski, Maria Jankowska i Stanisław Mendelson.
13 marca 1881 r. z polecenia Narodnej Woli udany zamach na cara Aleksandra II dokonał Polak Ignacy Hryniewiecki.
W lutym 1888 r. Marcin Kasprzak i Ludwik Kulczycki założyli II Proletariat. Podobnie jak dawniej członkowie Wielkiego Proletariatu, tak ich spadkobiercy uznali terror za najwłaściwszą metodę walki o urzeczywistnienie ustroju sprawiedliwości społecznej. W 1889 roku w Łodzi z inicjatywy Juliana Marchlewskiego powstał Związek Robotników Polskich. Organizacja ta początkowo nie stawiała sobie celów politycznych, główny nurt jej działalności wyrażał się w aktywności charakterystycznej dla związków zawodowych – tworzeniu kas oporu, propagowaniu ośmiogodzinnego dnia pracy, podniesienia płac, ustanowienia składek rentowych i emerytalnych.
Działalność II Proletariatu została już w 1888 r. poważnie osłabiona na skutek dotkliwych aresztowań, jednakże idee socjalistyczne coraz bardziej rozpowszechniały się w Kongresówce za sprawą literatury marksistowskiej, której udało się ominąć carską cenzurę. Do rąk czytelników trafiły trzy tomy „Pism pomniejszych” Marksa, „Początki cywilizacji” Engelsa (pod tym tytułem ukazała się znana praca Engelsa „Pochodzenie rodziny, własności prywatnej i państwa”) oraz szereg innych broszur, wydanych głównie zagranicą. Strawnym dla cenzury okazał się również „Kapitał”, który wyszedł w przekładzie polskim w trzech zeszytach pod redakcją Ludwika Krzywickiego. Krzywicki przyczynił się w dużym stopniu do popularyzacji marksizmu w Polsce we wczesnym okresie ruchu robotniczego.

### Rozłam w polskim ruchu robotniczym

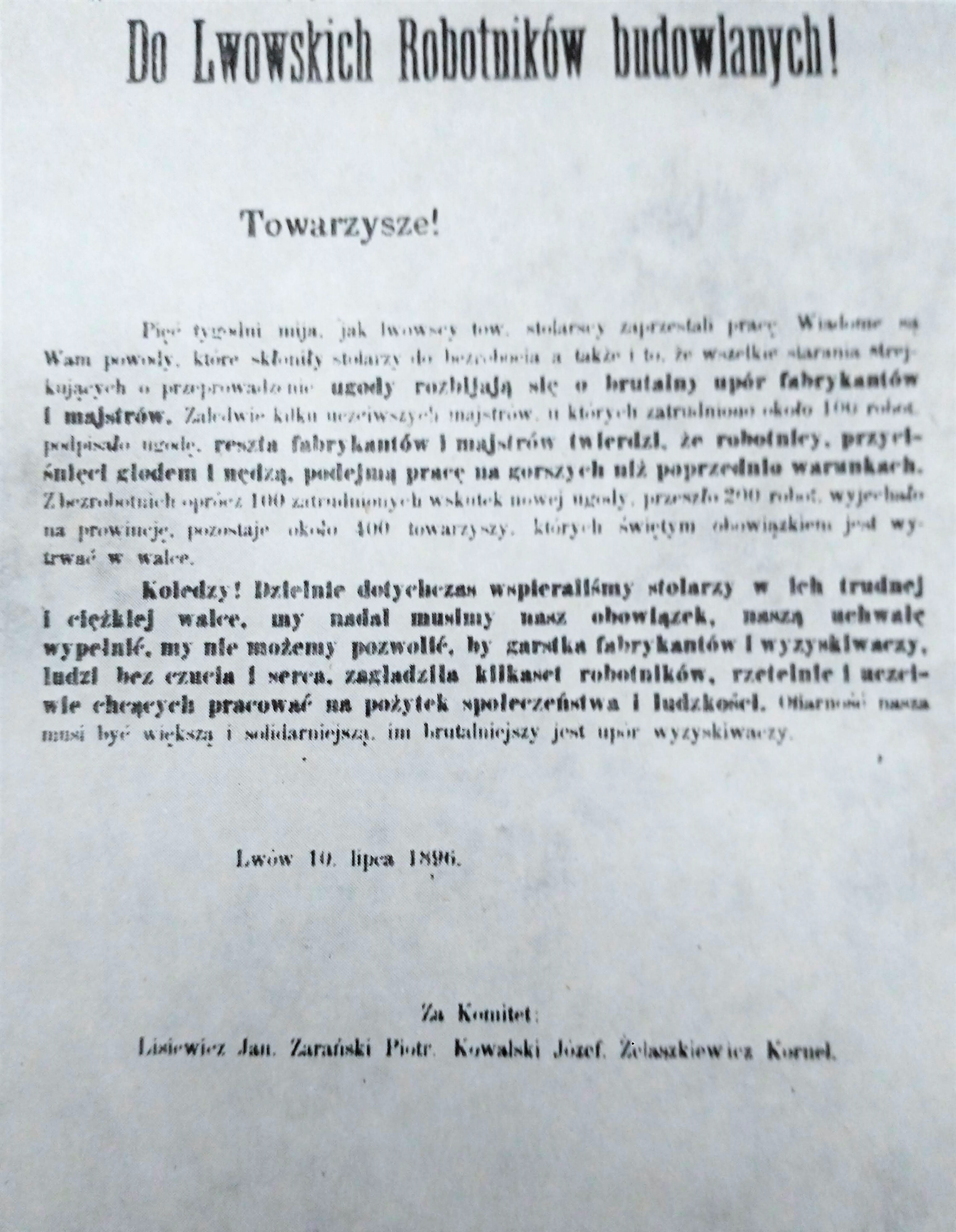
Do Lwowskich Robotników budowlanych - odezwa z 1896 r.

W dniach 17–21 listopada 1892 r. odbył się w Paryżu zjazd działaczy „Pobudki”, „Zetu”, „Przedświtu” i Zjednoczenia (organizacji utworzonej przez niektórych aktywistów II Proletariatu odrzucających taktykę terroru indywidualnego). Zjazd powołał do życia Związek Zagraniczny Socjalistów Polskich. W lutym-marcu 1893 r. w wyniku zjednoczenia Związku Robotników Polskich i II Proletariatu utworzona została w kraju Polska Partia Socjalistyczna. Zjazd Paryski uchwalił program opublikowany w „Przedświcie” w maju 1893 r. jako „Szkic programu Polskiej Partii Socjalistycznej”. 30 lipca 1893 odbyła się w kraju narada aktywu odrzucającego wytyczne zjazdu paryskiego, który utworzył pierwszą czysto marksistowską partię robotniczą – Socjaldemokracje Królestwa Polskiego i Litwy. Sprzeciw wobec uchwał zjazdu paryskiego wyraziła też grupa działaczy socjalistycznych na emigracji w Szwajcarii – Róża Luksemburg, Adolf Warszawski-Warski, Julian Marchlewski. Założyli oni pismo „Sprawa Robotnicza”, które SDKPiL uznała za swój organ. W dniach 10–11 marca 1894 r. w Warszawie obradował I Zjazd tej partii.

### Rewolucja 1905-1907
Wieść o masakrze robotników petersburskich wstrząsnęła polską klasą robotniczą. Hasło do walki pierwsza rzuciła SDKPiL. Partia ta już 23 stycznia wydała odezwę, której wzywała proletariat polski do walki u boku rosyjskiej klasy robotniczej.
W latach 1905–1907 działała wśród wojsk carskich stacjonujących w Królestwie Polskim Wojskowo-Rewolucyjna Organizacja, zwana w skrócie WRO. Kierowały nią na ziemiach polskich równocześnie SDPRR i SDKPiL. Przeniknęła ona nawet do korpusu oficerskiego, pułków kozackich i policji. Jednym z głównych kierunków pracy agitacyjnej WRO SDPRR i SDKPiL w wojsku było uświadamianie żołnierzy, by w wypadku użycia ich do tłumienia rewolucyjnych wystąpień robotników i chłopów, odmawiali posłuszeństwa swemu dowództwu i nie strzelali do ludu. Na wieść o „krwawej niedzieli” SDKPiL i WRO SDPRR wydały szereg odezw rewolucyjnych skierowanych do żołnierzy i oficerów. Między innymi Zarząd Główny SDKPiL wydał do żołnierzy odezwę zatytułowaną Bracia i Towarzysze, zaś Puławska WRO odezwę: Do żołnierzy.
SDKPiL – partia znajdująca się na najbardziej lewicowym skrzydle polskiego ruchu robotniczego i odgrywającą ważną rolę w wydarzeniach rewolucyjnych lat 1905–1907 – przekształciła się podczas rewolucji w masową, blisko czterdziestotysięczną partię robotniczą. Na IX Zjeździe PPS w listopadzie 1906 r. powstała PPS Lewica. Około 40 000 członków PPS znalazło się w PPS Lewicy. PPS Lewica prowadziła głównie działalność oświatowo-propagandową wśród robotników. Za swoje naczelne zadanie uznała odbudowę i umocnienie nielegalnych ogniw partyjnych. Z SDKPiL łączyły ją rewolucyjne i internacjonalistyczne treści ich programów, dzieliły zaś – poważne rozbieżności i spory strategiczne i taktyczne. Z biegiem lat następowało jednak pomiędzy nimi nieuniknione zbliżenie i już w 1914 r. rozpatrywać zaczęto propozycje zjednoczenia. Praktyczne wprowadzenie go w czyn przerwał wybuch I wojny światowej. Obie partie zajęły antywojenne stanowisko, wypowiadając się przeciwko poparciu któregokolwiek z mocarstw i w latach wojny współdziałały ze sobą na wielu odcinkach, przede wszystkim w ważniejszych politycznych i ekonomicznych akcjach proletariatu.

### Udział Polaków w rewolucjach 1917 roku
Rozrzuceni niemal po całej Rosji Polacy, pozostający często bez środków do życia, w znacznej części związani podobnymi warunkami bytu z masami pracującymi Rosji, w większości włączyli się w nurt działalności rewolucyjnej. Pierwsze polskie oddziały zbrojne kierowane przez komunistów powstawały na ziemi radzieckiej w okresie dwóch rewolucji – lutowej i październikowej. Utworzony na zjeździe żołnierzy popierających rewolucję Komitet Główny Związku Wojskowych Polaków Lewicy kierował działalnością rewolucyjnych komitetów żołnierskich w polskich formacjach w Rosji.
Po wybuchu rewolucji lutowej powstają niezależne od siebie w różnych miejscowościach Rosji, w szczególności na Ukrainie i Białorusi, tak zwane organizacje zjednoczeniowe (Zjednoczenie Socjalistyczne Polskie – ZSP). W skład tych zjednoczonych organizacji wchodzili esdekapelowcy, członkowie PPS-Lewicy oraz członkowie PPS-Frakcji Rewolucyjnej.
Wśród żołnierzy polskich w armii rosyjskiej działały SDKPiL i PPS-Lewica dążąc do zespolenia ich z siłami rewolucyjnej Rosji. Działacze SDKPiL brali udział w pracach komitetów wojskowo-rewolucyjnych w Piotrogrodzie i Moskwie, odezwy jej wzywały robotników i żołnierzy do czynnego udziału w rewolucji i w utrwalaniu władzy Rad. Źródła wykazują, że wpływy rewolucji na środowisko polskie wybiegały daleko poza bezpośrednie oddziaływanie SDKPiL. Józef Ziabicki w memoriale do Rady Regencyjnej, pisanym po utworzeniu Komisariatu do Spraw Polskich, stwierdził, że „cały obóz socjalistyczny [...] poszedł z bolszewizmem, czynnie popiera politykę Lenina i nawołuje do tego masy. Znaczenie tego obozu po przewrocie oczywiście podniosło się, albowiem objął on faktycznie kierownictwo najważniejszymi sprawami”.
Bunt polskiego Pułku Biełgorodzkiego przeciwko kontrrewolucji położył podwaliny pod stworzenie czerwonych polskich formacji wojskowych, które następnie po zwycięstwie Rewolucji Październikowej zostały objęte w jednostkę bojową pod nazwą Zachodnia Dywizja Strzelców. W marcu 1918 r. biełgorodzki pułk zostaje przemianowany na Czerwony Pułk Rewolucyjny Warszawy. Oprócz Czerwonego Pułku Rewolucyjnego Warszawy wkrótce organizuje się Pułk Borewicza, Pułk Lubelski, 4. Pułk Czerwonej Warszawy w Witebsku, Pułk Siedlecki, 5. Pułk Miński, 6. Grodzieński, 7. Wileński, 8. Suwalski, Warszawski Pułk Czerwonych Huzarów, Mazowiecki Pułk Czerwonych Ułanów, 2 dywizjony polskiej artylerii czerwonej. Wszystko to odbywa się w czasie walk na różnych frontach. Wreszcie w Tambowie powstaje pierwsza Polska Brygada Czerwona, w Witebsku druga brygada, a za nią Zachodnia Dywizja Strzelecka.
W historii polskich jednostek oddzielną kartę stanowią Kursy Czerwonych Dowódców, które przygotowywały kadry dowódcze dla polskich oddziałów rewolucyjnych, a gdy zachodziła potrzeba, same szły do walki; tak było podczas ataku na Kronsztad – zginął wówczas m.in. komisarz Kursu Polskich Czerwonych Dowódców Bolesław Korfeld.
Wielu Polaków znalazło się poza polskimi formacjami rewolucyjnymi walcząc w szeregach Armii Czerwonej. Oblicza się ich na dziesiątki tysięcy. Niektórzy z nich pełnili wysokie i odpowiedzialne funkcje wojskowe. Wśród sześciu tysięcy znanych Polaków-czerwonoarmistów było ok. 1300 młodszych i wyższych dowódców (w tym m.in. dowódców na szczeblach batalionów, pułków, dywizji, naczelników, szefów sztabów). Ponadto 200 Polaków otrzymało Order Czerwonego Sztandaru za działalność rewolucyjną, wyjątkowe bohaterstwo i wybitne zasługi na polu wojskowym w walce o utrwalenie zdobyczy rewolucyjnych przeciwko wojskom państw interwencyjnych i kontrrewolucji. Wśród odznaczonych tym pierwszym radzieckim orderem był Karol Świerczewski, który walczył w Moskwie.
Uznanie dla odbudowy państwowości polskiej wysunęła po rewolucji lutowej 1917 r. odezwa Piotrogrodzkiej Rady Delegatów Robotniczych i Żołnierskich. 14 marca 1917 r. uchwaliła specjalne „Pozdrowienie dla Narodu Polskiego”, życząc mu „powodzenia w oczekującej go walce o wprowadzenie w Polsce niepodległej demokratycznego republikańskiego ustroju”. W jesieni tegoż roku Rewolucja Październikowa w Rosji proklamując zasadę samostanowienia narodów, musiała ustosunkować się również do sprawy niepodległości Polski. Sprawa była złożona, ponieważ zwycięzcy bolszewicy odnosili się negatywnie czy wręcz wrogo do orientujących się na państwa centralne aktywistów, jak i pasywistów liczących na zwycięstwo koalicji. Stąd po przychylnej Polsce deklaracji z 16 listopada 1917 r. rząd radziecki dopiero 29 sierpnia 1918 r. ogłosił deklarację o unieważnieniu traktatów rozbiorowych. W ten sposób, potwierdzając swoje pryncypialne stanowisko, uniknął uznania zarówno Rady Regencyjnej w Warszawie, jak i Komitetu Narodowego Polskiego w Paryżu.
Dekret Rady Komisarzy Ludowych 1. 698 z dnia 29 sierpnia 1918 r. mówi między innymi: „Wszystkie traktaty i akty, zawarte między rządem byłego imperium rosyjskiego i rządami Królestwa Pruskiego i Austro-Węgier, dotyczące rozbiorów Polski, zostaną niniejszym raz na zawsze zniesione, jako sprzeczne z zasadą samookreślenia narodów i prawnym poczuciem rewolucyjnym narodu rosyjskiego, który uznał nieodłączne prawo Narodu Polskiego do Niepodległości i Jedności” (opublikowany w nr. 191 „Wiadomości” WCKW, z dnia 5 września 1918 r.).

## Lata 1918–1939
3 listopada 1918 r. podjęto uchwałę o powołaniu Rad Delegatów Robotniczych, m.in. 5 listopada powstała rada w Lublinie, 6 listopada w Dąbrowie Górniczej, 13 listopada w Łodzi. Ogółem powstało ponad 100 rad, powstały również Rady Delegatów Robotników Folwarcznych. W innych okolicznościach powstała w Zagłębiu Dąbrowskim Czerwona Gwardia. 20 marca 1919 r. PPS poleciła swoim delegatom zerwanie współpracy z komunistami, a 20 czerwca uchwaliła wycofanie swych delegatów z RDR i zorganizowanie odrębnych, tzw. niepodległościowo-socjalistycznych rad.
W dniach 28–29 grudnia 1918 r. oddziały robotnicze i żołnierskie pod przewodnictwem komunisty kpr. Piotra Grabczaka opanowały na pewien czas Zamość wywołując w nim powstanie.
Jesienią 1918 roku SDKPiL i PPS-Lewica zjednoczyły się w Komunistyczną Partię Robotniczą Polski (od 1925 r. Komunistyczna Partia Polski). Zjazd zjednoczeniowy odbył się 16 grudnia 1918 r. w Warszawie. KPRP nie obejmowała całości ruchu komunistycznego w Polsce. W styczniu 1919 r. powstała Komunistyczna Partia Galicji Wschodniej, która w 1921 r. weszła w skład KPRP jako organizacja autonomiczna, a w 1923 r. przekształciła się w Komunistyczną Partię Zachodniej Ukrainy. W 1923 r. powstała Komunistyczna Partia Zachodniej Białorusi i również wchodziła w skład KPRP na zasadach autonomicznych.
Po I Zjeździe KPRP odbyła się w Warszawie konferencja połączeniowa grup młodzieży SDKPiL i PPS-Lewicy. Z połączenia ich powstał związek, który przyjął nazwę Związku Młodzieży Komunistycznej. W organizacji tej działali m.in. Maksymilian Lapon i Jakub Cyterszpiler-Kubowski, który jako jeden z pierwszych nawiązał kontakt z komunistyczną Międzynarodówką Młodzieży.  Marzec 1922 r. uważa się powszechnie za datę powstania Związku Młodzieży Komunistycznej w Polsce, wtedy bowiem - na I Zjeździe - ZMK uformował się jako trwała organizacja ogólnokrajowa.
Po 1918 r. część działaczy Poalej Syjon przeszła do Komunistycznej Partii Robotniczej Polski. W 1920 r. nastąpił w Poalej Syjon rozłam na prawicę i lewicę. Utworzyły one odrębne organizacje polityczne. Prawica współpracowała z Międzynarodówką Socjalistyczną, Lewica współdziałała z komunistami; jej wpływy wśród proletariatu żydowskiego były silniejsze.
Jesienią 1919 zaczęła się tworzyć nowa opozycja w PPS z byłym generalnym sekretarzem jej Centralnego Komitetu Wykonawczego Jerzym Czeszejko-Sochackim, i Stanisławem Łańcuckim na czele. W ramach PPS funkcjonowała do marca 1921. Wówczas utworzyła samodzielną organizację pod nazwą „Grupa członków PPS (Lewicy)”. Na jesieni 1921 połączyła się z KPRP.
W 1919 roku grupy komunistów polskich w Kijowie, Charkowie i Odessie rozwinęły działalność w zakresie agitacyjno-propagandowym. W Kijowie pojawił się tygodnik „Sztandar Komunizmu”. W połowie lipca 1920 Polski Wydział Wydawniczy przeniósł się z Charkowa do Kijowa. Prócz „Głosu Komunisty” Wydział rozpoczął wydawanie „Żołnierza Rewolucji”, którego nakład wahał się od 10 do 15 tys. egzemplarzy, dwutygodnika „Wiadomości Komunistyczne”, o nakładzie 5 tys. egzemplarzy oraz tygodnika „Przegląd Komunistyczny”.
Według danych Biura Polskiego KC RKP(b) w 1920 r. w szeregach RKP(b) było około 18 tysięcy Polaków. W miarę stabilizacji życia wewnętrznego w ZSRR wielu z nich objęło odpowiedzialne stanowiska partyjne i państwowe. Polaków można było spotkać zarówno w dyplomacji radzieckiej, jak i na kierowniczych stanowiskach w gospodarce, wojsku, aparacie bezpieczeństwa. Feliks Dzierżyński był przewodniczącym Nadzwyczajnej Komisji do Walki z Kontrrewolucją. Obok niego do bliskich współpracowników Włodzimierza Lenina należał również Julian Marchlewski. Natomiast Karol Radek, Paweł Łapiński, Wacław Worowski działali aktywnie w dyplomacji. Wśród poległych na frontach wojny domowej  był m.in. przewodniczący Rady Komisarzy Ludowych Republiki Turkiestańskiej - Władysław Figielski.
W 1920 r. powstała Komunistyczna Partia Górnego Śląska; po rozstrzygnięciu kwestii granic część jej członków weszła w skład KPRP, a część w skład Komunistycznej Partii Niemiec. Począwszy od połowy 1919 r. KPRP została zmuszona do działalności nielegalnej.

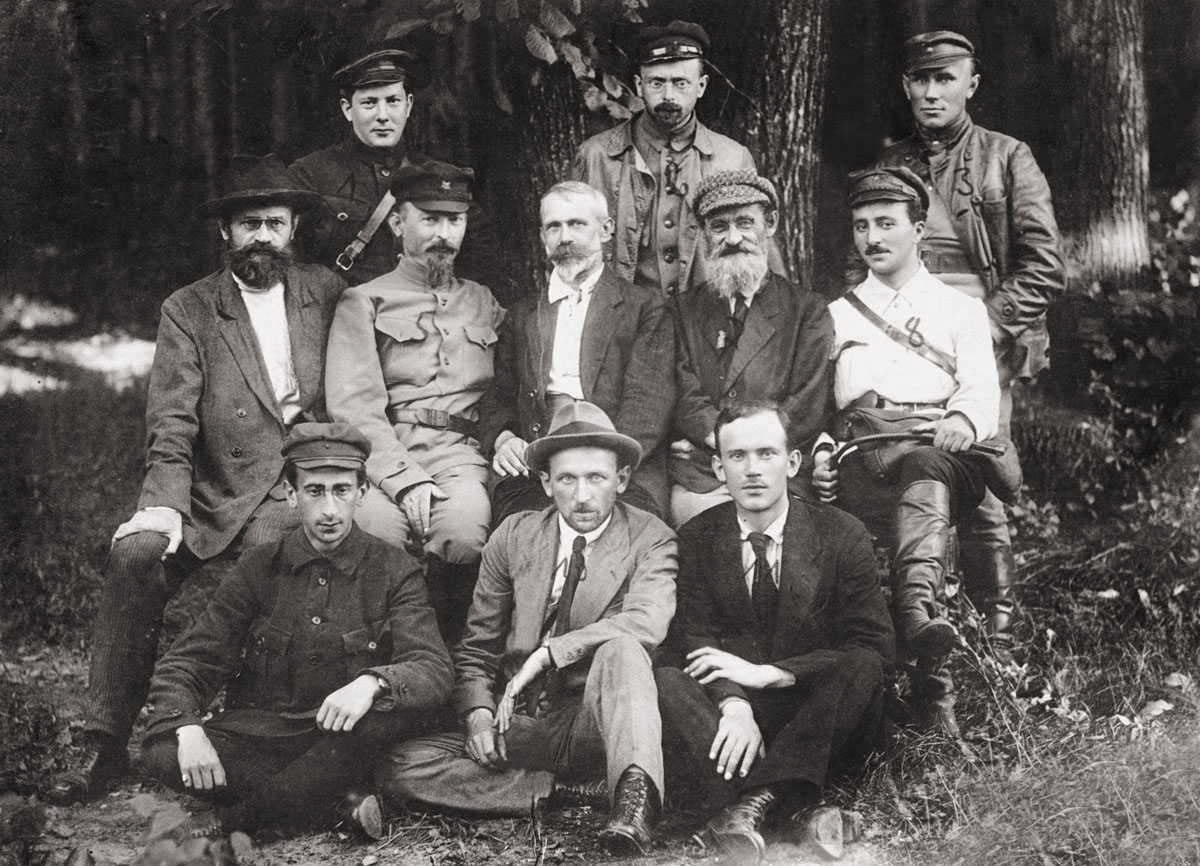
Polrewkom, początek sierpnia 1920. W środkowym rzędzie od lewej: Iwan Skworcow-Stiepanow, Feliks Dzierżyński, Julian Marchlewski, Feliks Kon

W okresie trwającej ofensywy radzieckiej 30 lipca 1920 r. powstał w Białymstoku Tymczasowy Komitet Rewolucyjny Polski, w skład którego weszli: Julian Marchlewski, Feliks Dzierżyński, Feliks Kon, Józef Unszlicht i Edward Próchniak. TKPR wraz z powstałymi na terenach zajętych przez Armię Czerwoną Komitetami Rewolucyjnymi był zalążkiem władzy i reprezentował program odpowiadający platformie KPRP.
Niektórzy szeregowi członkowie PPS, mimo zakazu kierownictwa, wzięli udział w organizowaniu komitetów rewolucyjnych. Członkowie PPS brali udział w pracach następujących 11 komitetów rewolucyjnych: Białystok, Ciechanów, Grajewo, Lipno, Łomża, Łuków, Ostrołęka, Radzyń, Siedlce, Sobienice i Wysokie Mazowieckie. Dane te są niepełne, ponieważ członkowie PPS pracowali poza tym w organizacjach terenowych Związku Zawodowego Robotników Rolnych RP, które, wzięły czynny udział w pracach komitetów rewolucyjnych, szczególnie folwarcznych. W sierpniu 1920 r. we wschodnich rejonach Polski zaczęła formować się 1 Polska Armia Czerwona. Dowódcą armii mianowano Romana Łągwę – byłego dowódcę Zachodniej Dywizji Strzelców, a jego pomocnikiem do spraw politycznych – Stanisława Budkiewicza.
W sierpniu 1920 r. PPS-Opozycja z Adamem Landym i Tadeuszem Żarskim na czele połączyła się z KPRP.
Na jesieni 1921 r. w Bundzie doszło do rozłamu. Lewica ukonstytuowała się w Kombundzie, większość zaś, podtrzymująca prawicowe tradycje, pozostała w Bundzie. Wbrew stanowisku  Komitetu Wykonawczego Międzynarodówki, KC KPRP wypowiedział się zdecydowanie przeciw samodzielności Kombundu, doprowadzając ostatecznie do przyłączenia się go na początku 1923 r. do KPRP.
W grudniu 1923 r. Związek Niezależnej Młodzieży Socjalistycznej opuściła radykalna grupa, która utworzyła Związek Niezależnej Młodzieży Socjalistycznej „Życie”, z którym ideowe i organizacyjne powiązania posiadał Komunistyczny Związek Młodzieży Polski.
W 1927 r. Ukraińskim Włościańsko-Robotniczym Zjednoczeniu Socjalistycznym na tle stosunku do problemów narodowościowych i taktycznych doszło do rozłamu na Sel-Rob prawicę i Sel-Rob-lewicę (Jedność), która m.in. blisko współpracowała z Komunistyczną Partią Zachodniej Ukrainy, Niezależną Partią Chłopską i KPP. Oba odłamy wzięły udział w wyborach w 1928 i 1930. Posłowie Sel-Rob-Jedność weszli w 1928 do Komunistycznej Frakcji Poselskiej.
Na Kresach Wschodnich KPP współpracowała z Włościańsko-Robotniczą Hromadą, liczącą ponad 100 tysięcy chłopów. W Sejmie ukształtował się zwarty i solidarnie działający blok klubów rewolucyjnych. W skład jego wchodziło 6 posłów KPP, 7 z NPCh, 6 z Hromady i 4 z Selrobu. Zespołem kierował prezes frakcji komunistycznej – Adolf Warski. Po rozwiązaniu przez władze Niezależnej Partii Chłopskiej kontynuatorem jej linii politycznej stało się Zjednoczenie Lewicy Chłopskiej „Samopomoc”.
Za programem komunistycznym, likwidacją kapitalizmu i uspołecznieniem środków produkcji wypowiadała się organizacja studentów pochodzenia chłopskiego – Stowarzyszenie Akademickiej Młodzieży Ludowej „Orka”. Wpływy „Orki” były bardzo ograniczone. W 1927 r. została ona rozwiązana przez władze sanacyjne.
W lutym 1931 r. władze państwowe rozwiązały współpracująca z KPP i mającą znaczne wpływy w związkach zawodowych Polską Partię Socjalistyczną – Lewicę.
W końcu października 1931 r. odbyła się we Lwowie konferencja Ogólnożydowskiej Partii Pracy. Działalnością AJAP od początku interesowały się KPP i KPZU. W miarę rozwoju partii komuniści usiłowali ją sobie podporządkować i uczynić z niej legalną przybudówkę. W lipcu 1934 r. została zdelegalizowana.
Radykalizacja działaczy PPS sprzyjała działalności Lewicy Związkowej, która w przeciągu 1933 r. powiększyła swoje szeregi w Warszawie z 14500 do 17500 członków.
Po wykluczeniu z PPS, ożywioną działalność rozpoczął Jan Kawalec. Opowiadał się on za jednolitym frontem klasy robotniczej oraz wysunął hasło rewolucji proletariackiej.
W województwie śląskim Józef Wieczorek wraz z Pawłem Komandrem reprezentowali niewielką, liczącą w 1935 r. 315 członków organizację komunistyczną w Sejmie Śląskim.
W drugiej połowie lat trzydziestych na fali walk antysanacyjnych i rosnącego zagrożenia Polski ukształtowała się w PPS nowa grupa lewicowa, stojąca na gruncie jednolitego frontu z komunistami. W grupie tej znaleźli się Norbert Barlicki, Stanisław Dubois, Adam Próchnik. Wyrazem jednolitofrontowej współpracy w tym okresie było wydawanie przez komunistów i lewicowych socjalistów wspólnej gazety – Dziennika Popularnego.
Komuniści polscy wzięli czynny udział w hiszpańskiej wojnie domowej. Ochotnicy polscy zaczęli napływać do Hiszpanii pod koniec sierpnia 1936 r. W październiku 1936 sformowany został polski batalion im. Jarosława Dąbrowskiego. W połowie 1937 roku nieprzerwany napływ ochotników z kraju oraz emigracyjnych ośrodków na zachodzie umożliwił utworzenie drugiego polskiego batalionu im. Palafoxa. W oparciu o kadry batalionu im. Dąbrowskiego zorganizowano Brygadę im. Jarosława Dąbrowskiego. W szeregach różnorodnych jednostek wojskowych walczyło w Hiszpanii ogółem ponad 5000 Polaków. Około 3000 spośród nich poległo.
W 1936 r. KPP (wraz z KPZU i KPZB) liczyła 17302 członków, z tego 3817 przebywało w ZSRR, z których w wyniku przeprowadzenia Operacji polskiej NKWD ocalało ich nie więcej niż 100, w tym nikt z aktywu kierowniczego KPP i KZMP. Zlikwidowano również polskie rejony autonomiczne – na Białorusi był to Dzierżyńsk utworzony 25 lipca 1925 r., zlikwidowany w październiku 1935 r., a na Ukrainie Marchlewsk, utworzony w marcu 1932 r, zlikwidowany w 1937 r.

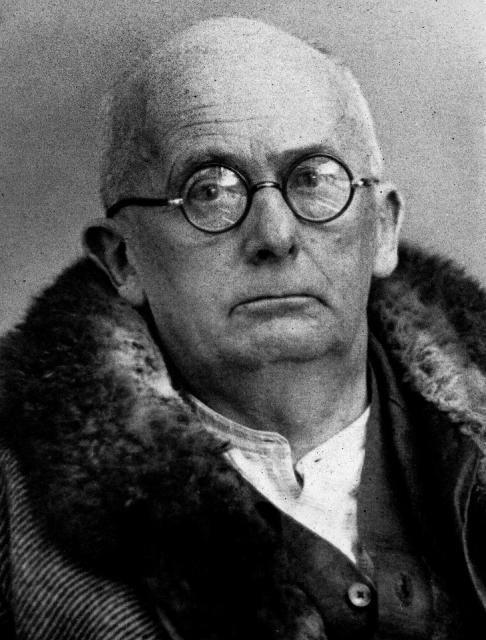
Jan Hempel po aresztowaniu przez NKWD (1937)

22 grudnia 1937 r. pod zarzutem komunizmu została rozwiązana przez władze państwowe Niezależna Socjalistyczna Partia Pracy.
W latach 1927–1932 zatrzymano ponad 52 tysiące komunistów (kilkakrotnie tych samych), pośród których aresztowano prawie 24 tysiące.
Sprawozdanie Ministerstwa Spraw Wewnętrznych podawało, że liczba osób zatrzymanych za działalność komunistyczną wyniosła w 1929 r. 6065, w 1930 r. – 7785, w 1931 r. – 10999 i w 1932 r. – 10039. Jeszcze bardziej wzrastała liczba działaczy osadzonych w więzieniach śledczych: 1929 r. – 2700, 1930 r. – 3775, 1931 r. – 5307 i 1932 r. – 6987.
Począwszy od 1934 roku liczba osób, które zostały zatrzymane za działalność komunistyczną do 1939 roku wyniosła 55 400. Szacuje się, że wobec połowy z nich zastosowano środek zapobiegawczy w postaci aresztu śledczego.
Józef Ławnik obliczył że w ostatnich latach przed II wojną światową w polskich więzieniach osadzono następującą liczbę osób podejrzanych o działalność komunistyczną:
w roku 1937 – 4 tysiące
w 1938 – 3 tysiące
w 1939 – 1,5 tysiąca
Po zajęciu wschodnich obszarów Polski w drugiej połowie września 1939 r. przypadających ZSRR według umowy Ribbentrop-Mołotow zaczęto powoływać w terenie Tymczasowe Komitety Rewolucyjne, z czasem nazwane Zarządami Tymczasowymi, na szczeblu miast, powiatów i województw (obwodów). Zamiar ten był ujęty w rozkazie dowódcy Frontu Białoruskiego Michaiła Kowalowa. W obwodach, powiatach i miastach w Tymczasowych Zarządach tworzono odpowiednie wydziały, w tym handlu, zdrowia, oświaty itd. Tak utworzona administracja w swoim działaniu napotykała na wielkie trudności, polegając na systemie nakazowo-rozdzielczym, którego na zajętych terenach nie znano wcześniej.
Jednym z elementów charakterystycznych dla obszarów zajmowanych przez Armię Czerwoną było tworzenie struktur milicyjnych, odpowiedzialnych za wprowadzanie i ochronę „porządku rewolucyjnego”. Ich powstanie odbywało się bezpośrednio z inspiracji i pod nadzorem czynników wojskowych i politycznych Armii Czerwonej i NKWD, przerzucanych z ZSRR niejednokrotnie jeszcze przed wkroczeniem wojska, oraz samorzutnie z inicjatywy byłych działaczy komunistycznych lub przedstawicieli mniejszości narodowych. Czerwona milicja odgrywała rolę przewodnika dla posuwających się za Armią Czerwoną sił NKWD. Najliczniejszą grupę, biorącą udział w organizacji struktur milicyjnych, tworzyli byli więźniowie polityczni skazani za działalność w KPP, KZMP lub KPZU, w mniejszym stopniu także KPZB. Pewną prawidłowością był większy udział w czerwonej milicji ludności żydowskiej i polskiej na terenie miast i miasteczek, zaś ludności ukraińskiej i polskiej na terenach wiejskich.
Po zakończeniu Kampanii wrześniowej nastąpił masowy napływ polskich komunistów za Bug. Spora grupa polskich komunistów znalazła się na terenie Białegostoku, Lwowa i Mińska. Wśród nazwisk z ośrodka białostockiego można wymienić: Nowotkę, Findera, Lampego, Jaszczuka. W Białymstoku skupili się oni wokół Komitetu Pomocy Rewolucjonistom, nawiązującego do działalności MOPR. W Mińsku znaleźli się: Berman, Wierbłowski, Burgin. Największe jednak inteligenckie skupisko było we Lwowie, gdzie ożywioną działalność wykazywała Wanda Wasilewska i Jerzy Borejsza. Byli tam również zjednoczeni w Klubie Pisarzy Polskich oraz skupieni przy Politechnice Lwowskiej Wiktor Grosz, Witold Kolski, Marian Naszkowski, Edward Ochab, Janek Krasicki, Władysław Gomułka. Od końca 1939 r. ukazywać się zaczęło we Lwowie pismo Czerwony Sztandar, wydawane w języku polskim przez obwodowy i miejski komitet Komunistycznej Partii Ukrainy. Na terenach okupowanych przez ZSRR jesienią 1939 r. znalazło się blisko 3 tysiące komunistów oraz działaczy lewicowych – uciekinierów ze strefy zajętej przez Niemców.

## II wojna światowa

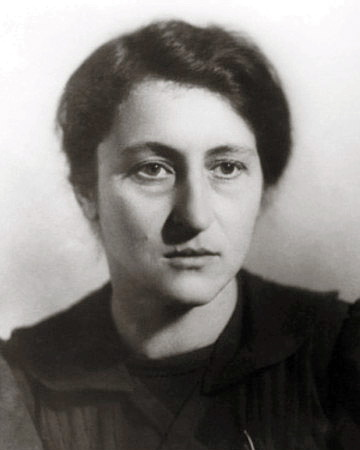
Wanda Wasilewska (ok. 1940)

W czerwcu 1940 r. Wanda Wasilewska i Alfred Lampe wystosowali memoriał do Józefa Stalina, w którym przedstawili sytuację polskich komunistów w ZSRR oraz konieczność odbudowy partii komunistycznej w Polsce.
Od jesieni 1940 r. komuniści polscy uzyskali większe możliwości działania. 1 października 1940 r. zaczęło wychodzić polskie pismo codzienne Sztandar Wolności w Mińsku. W lutym 1941 r. wyszedł pierwszy numer miesięcznika Nowe Widnokręgi pod redakcją Wandy Wasilewskiej.
Po wybuchu wojny niemiecko-radzieckiej część internowanych po 17 września 1939 r. oficerów Wojska Polskiego z obozów Kulautuva i Kalwaria oraz Litene, Litaste i Ulbroka (w lipcu 1940 r. przeniesione do Kozielska) zgłosiła się do walki u boku Armii Czerwonej, a następnie po przybyciu w sierpniu 1941 r. do kraju utworzyli organizację „Michał” i podjęli walkę z okupantem, przede wszystkim na odcinku rozpoznania strategicznego, aż do likwidacji w lecie 1942 r. Z „Lewicą Demokratyczną” związali się przede wszystkim oficerowie młodsi, przeważnie z rezerwy, wśród nich: ppor. sap. Stanisław Wiński, ppor. Zygmunt Królski, ppor. Jerzy Lewis of Menard, ppor. Julian Michniewicz, ppor. Antoni Pawłowski, ppor. pilot Medard Konieczny, a także oficerowie zawodowi, jak kpt. Jerzy Smoleński, por. Aleksander Rolewski i inni. Wśród sympatyków „Lewicy Demokratycznej” znaleźli się również niektórzy wyżsi oficerowie reprezentujący pogląd o potrzebie porozumienia ze Związkiem Radzieckim i współdziałania z nim w walce z Niemcami, m.in. komendant obozu, ppłk Podwysocki i mjr Łodziński.
Napaść Niemiec hitlerowskich na Związek Radziecki rozbiła lwowski, białostocki i miński ośrodek polskich komunistów. Ci, którzy zdążyli się ewakuować, rozproszyli się po różnych miastach. Komunistyczna grupa Polaków z Mińska i Białegostoku przeniosła się tymczasowo do Homla. Na przełomie czerwca i lipca 1941 r. w Mohylewie komuniści polscy przystąpili do organizowania pierwszego batalionu wśród Polaków, uchodźców z Białegostoku, Baranowicz, Pińska i Brześcia. Część znalazła się w Moskwie, a po jej ewakuacji 17 października 1941 r. w Ufie (gdzie znajdowała się polska radiostacja im. Tadeusza Kościuszki), w oddalonym od niej o 80 km Kusznarenkowie, gdzie znajdowała się szkoła Kominternu - również polska, przygotowująca kadry do pracy w kraju, w Saratowie, gdzie działała krótkofalowa radiostacja im. Tarasa Szewczenki (polską redakcją kierował Wiktor Grosz), w Kujbyszewie, gdzie późną jesienią polskie audycje nadawane do kraju zaczął pisać Alfred Lampe.
We wrześniu 1941 r. Przedstawiciele „biuletynowców”, grupy „Sztandaru Wolności” i Stowarzyszenia Przyjaciół ZSRR uzgodnili powołanie wspólnej organizacji pod nazwą Związek Walki Wyzwoleńczej. Podjęli oni rozmowy z innymi rozdrobnionymi grupami komunistycznej konspiracji m.in. z Rewolucyjnymi Radami Robotniczo-Chłopskimi.
W Związku Radzieckim utworzona została Grupa Inicjatywna z Marcelim Nowotką i Pawłem Finderem, której głównym zadaniem miało być odbudowanie partii. 28 grudnia 1941 r. część tej organizacji wylądowała na spadochronach w okolicy Wiązownej pod Warszawą. 5 stycznia 1942 r. w Warszawie odbyło się zebranie założycielskie Polskiej Partii Robotniczej.
Równoległe do działalności politycznej PPR prowadziła działalność wojskową. Komitet Centralny powołał dowództwo Gwardii Ludowej. Organem jego był Sztab Główny, działający w ścisłej więzi z kierownictwem partii. Każdy członek partii był jednocześnie gwardzistą. Dowódcy GL wchodzili w skład komitetów partyjnych na wszystkich szczeblach organizacji. Struktura organizacyjna GL pokrywała się w zasadzie ze strukturą partii. Wiosną 1942 r. PPR skierowała do walki pierwszy swój oddział partyzancki. Dowodził tym oddziałem Franciszek Zubrzycki, Oddział udał się w lasy piotrkowskie, gdzie rozpoczął działalność zbrojną.
Dzięki politycznym i organizacyjnym wysiłkom działaczy PPR, w szczególności Józefowi Lewartowskiemu w getcie warszawskim, w drodze porozumienia szeregu lewicowych i postępowych organizacji powstał Blok Antyfaszystowski. Blok Antyfaszystowski utworzył organizację zbrojną pod nazwą Organizacja Bojowa (OB). Dowódcą OB został Pinkus Kartin.
Służbę w Armii Czerwonej pełniło według ustaleń ponad 200 tysięcy Polaków. Około 2,5 tysiąca Polaków broniło Leningradu, Moskwy – 3 tysiące, Sewastopola, Kaukazu i Krymu – 1,5 tysiąca, Stalingradu – 10 tysięcy. W radzieckich oddziałach partyzanckich walczyło około 15 tysięcy Polaków. Najliczniejszy był ich udział w oddziałach na Ukrainie oraz na Białorusi.
W obozie Buchenwald więźniowie o poglądach lewicowych nawiązali kontakt z niemieckimi komunistami. Pierwszą lewicową grupę polską stanowili: Stefan Misiaszek, Henryk Sokolak, Leon Stasiak i inni. W lutym 1945 r. PPR w Buchenwaldzie liczyła 243 członków, zorganizowanych w 73 komórkach partyjnych. Z inicjatywy PPR powstał w obozie ogólnopolski Komitet Antyfaszystowski, jednoczący wszystkie ugrupowania demokratyczne. W Dachau na czele grupy polskich komunistów stał Leon Wojciechowski. Znaczną rolę organizacyjną w dużej grupie więźniów z Zamku Lubelskiego odegrał Paweł Dąbek z PPR. W Majdanku na oddziale kobiecym aktywną grupę kobiet z PPR tworzyły m.in.: Janina Bartosik, Irena Lipińska, Eugenia Piwińska, Kunegunda Pawłowska i Zofia Karpińska. Seniorką grupy komunistycznej w Ravensbrück była tkaczka z Pabianic Julia Stanisławska.
4 stycznia 1943 r Wanda Wasilewska, Alfred Lampe, Stefan Jędrychowski, Helena Usijewicz zwrócili się do władz radzieckich z prośbą o wyrażenie zgody na utworzenie Związku Patriotów Polskich. W kwietniu 1943 r. zwrócił się on do rządu radzieckiego z prośbą o zezwolenie na utworzenie polskiej dywizji im. Tadeusza Kościuszki. Zapoczątkowała ona formowanie się Polskich Sił Zbrojnych w ZSRR, w październiku 1943 r. zaś stoczyła swą pierwszą bitwę pod Lenino.
W noc sylwestrową 1943–1944 r. odbyło się w Warszawie pierwsze posiedzenie Krajowej Rady Narodowej. Program KRN na okres okupacji stawiał przed narodem jako naczelne zadanie – walkę zbrojną z hitlerowskim najeźdźcą aż do ostatecznego wyzwolenia kraju. Uchwalono dekrety o powołaniu Armii Ludowej i mianowaniu jej naczelnego dowództwa. Naczelnym dowódcą został gen. Michał Żymierski. Wystosowano także apel do państw koalicji antyhitlerowskiej o pomoc w uzbrojeniu rozwijającego się ruchu partyzanckiego w Polsce.
10 stycznia 1944 r. w ZSRR powstało Centralne Biuro Komunistów Polskich. CBKP miało stanowić organizacyjną formę uczestnictwa komunistów w tworzonym w Moskwie polskim rządzie. 5 maja 1944 r. z inicjatywy CBKP został utworzony i rozpoczął działalność Polski Sztab Partyzancki jako centrum organizacji wsparcia działań dywersyjnych i zaopatrzenia (materialnego i kadrowego) jednostek AL. Szefem PSzP mianowano Aleksandra Zawadzkiego. Faktycznie jego działalnością dowodził zastępca Zawadzkiego, Białorusin Siergiej Prytycki.
21 lipca na wspólnym posiedzeniu delegacji KRN i ZPP w Moskwie powstał Polski Komitet Wyzwolenia Narodowego, jego przewodniczącym został lewicowy działacz socjalistyczny Edward Osóbka-Morawski. 22 lipca w Chełmie PKWN ogłosił Manifest do Narodu Polskiego, zawierający program działania nowego, ludowego państwa polskiego.
Specjalna uchwała PKWN polecała zorganizować we Francji polskie siły zbrojne pod polskim dowództwem, podlegającym naczelnemu dowództwu francuskiemu. Wykonując tę uchwałę, 8 czerwca 1944 r. (po wylądowaniu Aliantów na wybrzeżach Normandii) PKWN ogłosił dekret mobilizacyjny. W ostatecznym rezultacie utworzono 19 i 29 Zgrupowania Piechoty Polskiej przy I Armii Francuskiej, które po zakończeniu działań wojennych, w listopadzie 1945 r. powróciły do kraju.
W końcu sierpnia 1944 r. ukazał się w „Le Drapeau Rouge” artykuł mówiący o powstaniu polskiej grupy komunistycznej w Charleroi i nawołujący Polaków do wzięcia udziału w planowanym walnym zebraniu. Odbyło się ono w mieszkaniu Tadeusza Czarnojańczyka. Uczestniczyło w nim kilkudziesięciu Polaków. Obecni byli m.in.: Stanisław Bodziak, Michał Mazur, Stanisław Kuras, Izydor Niziołek, Natalia Smolińska. Grupa działaczy skupiona wokół Tadeusza Czarnojańczyka postanowiła utworzyć Polską Komunistyczną Partię. Na początku września w Charleroi odbyło się drugie zebranie na które przybyli również delegaci innych okręgów: Maksymilian Bartz z Brukseli, Ludwik Warmuz z Liège.

## Polska Rzeczpospolita Ludowa

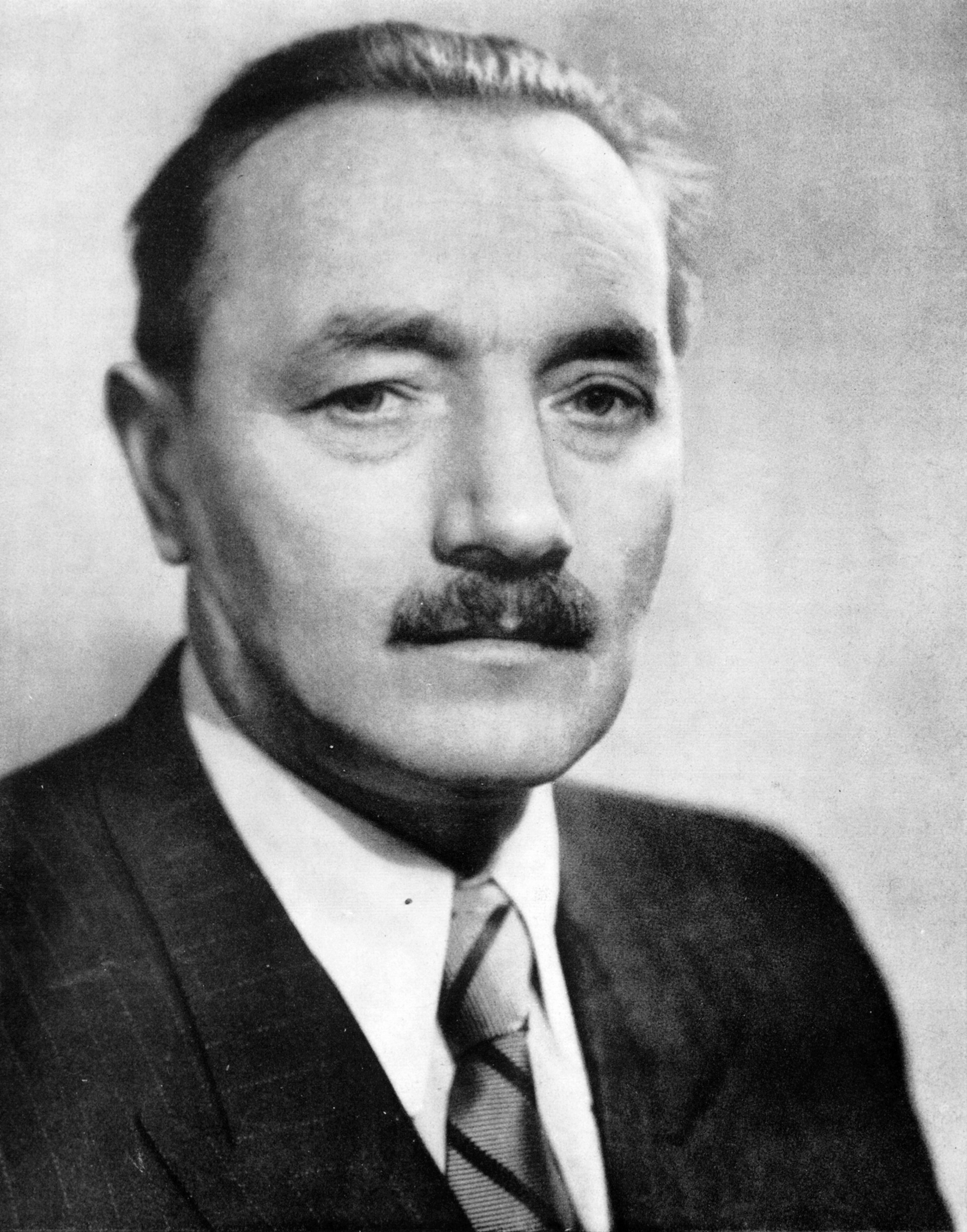
Bolesław Bierut (1950)

We wrześniu 1944 r. odbyła się konferencja jednolitofrontowych działaczy PPS, lewicy RPPS, socjalistów przybyłych z emigracji w ZSRR oraz niektórych członków PPS-WRN, która dała początek odrodzonej PPS. Konferencja uznała się za XXV Kongres i podjęła uchwalę o odbudowie partii na nowych podstawach ideowo-programowych. Akceptowano zasadę jednolitego frontu i wspólnego działania z PPR, wezwano wszystkich socjalistów do poparcia programu PKWN.
PPR szybko przekształciła się w partię masową: wiosną 1945 r. liczyła ponad 1000 komitetów, tysiące organizacji podstawowych oraz 300 tys. członków, głównie robotników, chłopów i młodzieży.
9 czerwca 1946 r. doszło w łonie PSL do secesji. Część działaczy, zwolenników zbliżenia z komunistami, utworzyła rozłamową grupę PSL „Nowe Wyzwolenie”.
Po wojnie Poalej Syjon-Lewica została reaktywowana; współpracowała z KRN; w 1949 rozwiązała się wobec wyemigrowania większości jej członków do Izraela.
Uchwalona przez KRN 3 stycznia 1946 r. z inicjatywy PPR i PPS ustawa o nacjonalizacji stanowiła o przejęciu przez państwo mienia poniemieckiego oraz wszystkich przedsiębiorstw zatrudniających powyżej 50 pracowników na jednej zmianie. Na podstawie przyjętej ustawy o unarodowieniu kluczowych gałęzi gospodarki przeszło na własność państwa 3397 przedsiębiorstw. Ustawa ta miała przełomowe znaczenie dla socjalistycznego kierunku rozwoju kraju.
„Bitwa o handel” zadała poważny cios elementom spekulacyjnym, ograniczyła udział klas posiadających w podziale dochodu narodowego, wzmocniła pozycję elementów socjalistycznych w gospodarce narodowej.
Kolektywizacja rolnictwa należała do jednego z założeń doktryny marksizmu-leninizmu. Decyzja o kolektywizacji w Polsce została podjęta w lipcu 1948 roku na plenum KC PPR, a w październiku 1949 roku plenum KC PZPR uchwaliło program uspółdzielczania wsi.
W 1949 roku  polskie władze komunistyczne narzuciły artystom sztukę realizmu socjalistycznego. Miała być to sztuka „socjalistyczna w treści i narodowa w formie”, co oznaczało, że stylem obowiązującym miał być realizm jako konwencja zrozumiała dla mas. Około roku 1955 realizm socjalistyczny przestał być w Polsce kierunkiem obowiązującym.

### Zjednoczenie ruchu robotniczego w kraju
W lipcu 1948 r. we Wrocławiu odbył się kongres zjednoczeniowy organizacji młodzieżowych (ZWM, OMTUR, ZMW RP „Wici” i ZMD oraz ich odpowiedników studenckich) i powstał Związek Młodzieży Polskiej. W 1951 r. przy ZMP utworzono Organizację Harcerską.
We wrześniu 1948 r. rozpoczęła się weryfikacja członków PPS i PPR przed zjednoczeniem obu partii. Do grudnia 1948 usunięto z PPS – 13% członków, z PPR – 3% członków. W przededniu zjednoczenia PPR liczyła 985 tys., natomiast PPS 531 tys. członków. 14 grudnia 1948 r. obradowały dwa statutowe zjazdy: II Zjazd PPR w sali przy ul. Nowogrodzkiej i XXVIII Kongres PPS w Teatrze Polskim. Kongres zjednoczeniowy PPR i PPS obradował 15–21 grudnia 1948 r. w Warszawie w sali Politechniki Warszawskiej i przyjął deklarację ideową PZPR, statut partii oraz wytyczne sześcioletniego planu rozwoju i przebudowy gospodarczej Polski. Kongres wybrał naczelne władze partyjne - Komitet Centralny, Centralną Komisję Kontroli Partyjnej i Centralną Komisję Rewizyjną. W Kongresie uczestniczyło 1526 delegatów w tym 209 kobiet. 520 delegatów wybrały organizacje PPS a 1006 PPR. Spośród nich 58 delegatów wywodziło się z SDKPiL, 518 z KPP i KZMP, 281 z przedwojennej PPS i OMTUR, 228 delegatów w latach okupacji należało do PPR, 66 do partii komunistycznych na emigracji, 90 do RPPS. 723 delegatów uczestniczyło w ruchu oporu w różnych jego formacjach. Wśród delegatów 66% było pochodzenia robotniczego, 16% chłopskiego, 18% inteligenckiego. W drugim dniu Kongresu 16 grudnia ukazał się pierwszy numer centralnego organu PZPR „Trybuna Ludu” powstałego z połączenia „Głosu Ludu” i „Robotnika”. Na Kongres zaproszono również gości – przedstawicieli 21 partii komunistycznych i robotniczych w tym delegacje WKP(b), NSPJ, KPCz, partii węgierskiej, bułgarskiej i rumuńskiej.
Zjednoczenie ruchu robotniczego dokonało się na platformie marksizmu-leninizmu, co nie oznaczało jednak całkowitego zlikwidowania różnic ideologicznych wśród członków zjednoczonej partii.
W przeprowadzonej w terenie akcji scaleniowej nie przestrzegano jednak ustalonych centralnie proporcji 2:1, dlatego też w komitetach wojewódzkich 512 miejsc przypadło członkom PPR, a tylko 194 – PPS. Proporcje te w jeszcze większym stopniu zostały zwichnięte w instancjach powiatowych.
Po zakończeniu akcji scaleniowej było ponad 40 tysięcy podstawowych organizacji partyjnych, w tej liczbie około 7300 w zakładach produkcyjnych, 17 800 w gromadach, około 10 tysięcy w instytucjach i urzędach, ponad 3 tysiące w PGR i 2 tysiące terenowych. W dniu 1 kwietnia 1949 r. w szeregach PZPR znajdowało się 1 367 000 członków i kandydatów.
Poziom upartyjnienia kadry oficerskiej, aparatu bezpieczeństwa czy wymiaru sprawiedliwości sięgał 80-90 procent.  Komórki PZPR miały za zadanie nie tylko kontrolę nad funkcjonowaniem instytucji, w której istniały, ale także były podstawowym instrumentem mobilizacji bezpartyjnych. W 1950 r. wprowadzono system nomenklatury, czyli listę stanowisk kierowniczych, które mogły być obsadzane tylko na wniosek lub za zgodą odpowiedniej instancji partyjnej. Po kilku latach obejmował grubo ponad 100 000 stanowisk. Nastąpił rozrost zawodowego aparatu partyjnego (do ok. 13 tys. osób), a w strukturze instancji powstawały piony odpowiadające resortom administracji państwowej i sprawujące nad nimi pieczę.

### Konstytucja z roku 1952 i jej zmiany
Uchwalona 22 lipca 1952 roku Konstytucja Polskiej Rzeczypospolitej Ludowej opierała się na wzorcach radzieckich i ustanawiała Polskę krajem demokracji ludowej, w którym kierownicza rola należy do ludu pracującego miast i wsi. Konstytucja zapowiadała umniejszenie roli klas społecznych żyjących z „wyzysku robotnika i chłopa”. Gospodarka miała się opierać na „uspołecznionych środkach produkcji”, a państwo pozostawiło sobie monopol w handlu zagranicznym.
W 1976 roku wprowadzono do niej postanowienia o kierowniczej roli PZPR, o przyjaźni i współpracy z ZSRR, PRL określono państwem socjalistycznym.

### Odwilż październikowa
Zwrot w polityce partii proklamowany został przez VIII Plenum KC PZPR w dniach 20–21 października 1956 r. Wybrano nowe kierownictwo partii z Władysławem Gomułką jako I sekretarzem KC, który wygłosił oficjalną krytykę stalinizmu. Plenum opowiedziało się m.in. za przywróceniem zasad kolegialności w pracy instancji partyjnych, porzuceniem złych praktyk centralistycznych, umocnieniem więzi z masami, zwłaszcza z klasą robotniczą, demokratyzacją życia społecznego, politycznego i gospodarczego, a także za zrehabilitowaniem niesłusznie pokrzywdzonych w poprzednich latach działaczy partyjnych.
Dążenia młodzieży wierzącej w komunizm, ale odrzucającej jego totalitarną postać, reprezentował tygodnik studencki „Po prostu”, redagowany przez Eligiusza Lasotę.
W styczniu 1957 r. ZMP rozwiązano, na jego miejsce powołano Związek Młodzieży Socjalistycznej.
W 1965 r. została założona przez Kazimierza Mijala, opozycyjna wobec PZPR, Komunistyczna Partia Polski. W 1981 r. powstała opozycyjna wobec PZPR ultrareformistyczna, eurokomunistyczna Polska Partia Komunistyczna. Jednocześnie w szeregach PZPR uformowały się środowiska pryncypialnie komunistyczne, marksistowsko-leninowskie, antyrewizjonistyczne i internacjonalistyczne skupione m.in. we frakcji programowej Katowickie Forum Partyjne.
7 lutego 1973 roku w Warszawie na Krajowej Naradzie Aktywu Młodzieżowego zdecydowano o powołaniu Federacji Socjalistycznych Związków Młodzieży Polskiej (FSZMP). Twór ten rozpoczął działanie w kwietniu 1973 roku i zrzeszał około pięciu milionów młodych ludzi. Federacji przewodniczyli kolejno: Stanisław Ciosek, Zdzisław Kurowski, Krzysztof Trębakiewicz i Andrzej Kołtek. Był to swoisty kompromis – dotychczasowe organizacje podzieliły między siebie środowiska, w których zamierzały działać: ZMS miał się zająć młodzieżą robotniczą, ZHP wkroczył do szkół średnich, ZMW zmienił nazwę na ZSMW i miał działać na wsi. W środowisku akademickim zastępując dotychczasowy ZSP, rozpoczął działalność Socjalistyczny Związek Studentów Polskich.
W kwietniu 1976 roku zdecydowano się na przeprowadzenie równoległych zjazdów Związku Młodzieży Socjalistycznej, Socjalistycznego Związku Młodzieży Wojskowej i Związku Socjalistycznej Młodzieży Wiejskiej, na których podjęto analogiczne uchwały o połączeniu w jedną organizację. Następnie na dwudniowym zjeździe tych organizacji utworzono ZSMP.

## III Rzeczpospolita
W styczniu 1990 r. zjazd PZPR podjął decyzję o rozwiązaniu tej partii. Większość jej działaczy przeszła do Socjaldemokracji Rzeczpospolitej Polskiej (SdRP), nowoutworzonej partii kierowanej przez Leszka Millera i Aleksandra Kwaśniewskiego, uznającej się za spadkobiercę „reformatorskiego skrzydła” PZPR (a więc jej tradycji i majątku). SdRP stała się główną siłą obozu postkomunistycznego (w 1999 r. partia ta przekształciła się w Sojusz Lewicy Demokratycznej).
W 1990 r. założony został, przez grupę działaczy nieuznających rozwiązania PZPR, Związek Komunistów Polskich Proletariat. Po rozwiązaniu i uprawomocnieniu się wyroku o likwidacji partii w marcu 2002, w lipcu tego samego roku większość działaczy powołała do życia Komunistyczną Partię Polski, natomiast frakcja mniejszościowa Polską Socjalistyczną Partię Robotniczą.
Po przekształceniu Związku Bojowników o Wolność i Demokrację w Związek Kombatantów Rzeczypospolitej Polskiej i Byłych Więźniów Politycznych i zmianie polityki historycznej powstały w niektórych miastach Stowarzyszenia Weteranów Lewicy, które przejęły część statutowych zadań dawnego ZBoWiD-u i Rady Ochrony Pamięci Walk i Męczeństwa, tj. m.in. „popularyzowanie ruchów lewicowych w walce o sprawiedliwość społeczną i godne życie ludzi pracy oraz kultywowanie historii ruchu lewicowego poprzez: – ochronę istniejących miejsc pamięci, – podejmowanie działań w celu upamiętnienia wybitnych działaczy lewicowych w szczególności poprzez budowę pomników, tablic pamiątkowych itp.”.
15 października 2008 r., w wyniku działań prokuratury, zamknięty został polski portal komunistyczny redagowany przez Michała Nowickiego (syna posłanki Wandy Nowickiej) „Lewica Bez Cenzury”. Następnie, po emigracji do Francji, założył on kanał na YouTube, o nazwie „Odrodzenie Komunizmu”
W 2016 roku weszła w życie ustawa o zakazie propagowania komunizmu lub innego ustroju totalitarnego przez nazwy jednostek organizacyjnych, jednostek pomocniczych gminy, budowli, obiektów i urządzeń użyteczności publicznej oraz pomniki.
Obecnie, oprócz KPP działa w Polsce szereg grup odwołujących się do idei Lenina, potępiających jednak stalinowski totalitaryzm.